# Heterochroma hypatia
Heterochroma hypatia là một loài bướm đêm trong họ Noctuidae.